# Topsham (Royaume-Uni)
Pour les articles homonymes, voir Topsham.
Topsham est une ville du Devon, située dans le sud-ouest de l'Angleterre.

## Géographie
Elle est située dans la circonscription d'East Devon.

## Histoire
Le HMS Cyane est une frégate en bois de sixième rang de la Royal Navy construite à Topsham.

## Personnalités liées
- Catherine Isabella Barmby (1816-1853), y a vécu et y est décédée
- Gilbert Thomas Carter (1848-1927), officier d'administration dans la Royal Navy et un fonctionnaire colonial de l'Empire britannique, y est né.
- Cecil Fleetwood-May (1893-1971), journaliste et dirigeant d'entreprise, y est né.
- Richard Henry Pym (1893-1988), joueur de football connu pour avoir joué la première rencontre à Wembley Stadium en 1923 avec Bolton Wanderers qu'il remporte, y est né.